# Liste der höchsten Bauwerke in Österreich
Diese Tabelle listet höchste Bauwerke in Österreich, nämlich Gebäude und andere steife Konstruktionen.

## Überblick
Höchstes Bauwerk Österreichs war über lange Zeit der Stephansdom in Wien, dessen einer, 1433 erbauter Turm 137 Meter erreicht. Ab dem Ersten Weltkrieg wurden sukzessive höhere Radio-Sendemasten gebaut, bis 1952 der US-Militärsender Kronstorf in Oberösterreich als höchstes jemals in Österreich errichtetes Bauwerk entstand, zugleich der zu seiner Zeit höchste Sendemast Europas. Er übersiedelte – um einige Meter gekürzt – 1956 auf den Bisamberg bei Wien. Nach dessen Demontage 2010 ist seither der – schon 1964 erbaute – Donauturm in Wien das höchste Bauwerk, seit seinem Bau auch schon das höchste Gebäude Österreichs.
| Stephansdom                              | Donauturm        | Die Sprengung des Schlots der Glanzstoff in St. Pölten       |
| Das „Maß aller Dinge“ (1830) Stephansdom | Donauturm (2014) | Das Ende eines hohen Bauwerks (Glanzstoff, St. Pölten, 2009) |

## Liste der Bauwerke
Aufgeführt werden Baulichkeiten ab 100 Meter Höhe, wie Hochhäuser, Kirchtürme, Aussichtstürme, Fernsehtürme, Hybridtürme, Sendetürme, Sendemasten, Kamine (Schornsteine), Staumauern und andere hohe Bauwerke.
Nicht genannt sind Windkraftwerke (gemessen in Nabenhöhe und Rotordurchmesser, als Luftfahrthindernis mit maximaler Rotorspitzenhöhe) siehe Windkraftanlagen in Österreich (vollständige Länderlisten)
Legende:
Ld.: Bundesland
- farblich unterlegt: aktuell höchstes Bauwerk des Landes

Erb.: Fertigstellung/Eröffnung/Inbetriebnahme
- das jeweils höchste Gebäude seiner Zeit ist farblich unterlegt
- bis-Daten: Abriss (folgende Spalte sortiert diese heraus; «(†)» … zukünftiger bekannter Abrisstermin)

Spalte Bauwerkstyp: sortiert Gebäude → Turm (mit Räumlichkeiten); Konstruktionen: Brücke → Kamin → Mast → Mauer → Sonstiges
- das aktuell jeweils höchste Gebäude seiner Art ist farblich hinterlegt

| Bauwerk                                           | Standort                             | Ld. | Höhe in m      | Erb.                    |   | Bauwerkstyp |
| ------------------------------------------------- | ------------------------------------ | --- | -------------- | ----------------------- | - | --- |
| Sender Kronstorf, Hauptmast                       | Kronstorf                            | OÖ  | (274)          | 1952–1956               | † | Selbststrahlender Sendemast, gegen Erde isoliert |
| Sender Bisamberg, Nordmast                        | Wien 21, Bisamberg                   | W   | (265)          | 1956 – 2010             | † | Selbststrahlender Sendemast, gegen Erde isoliert |
| Donauturm                                         | Wien 22                              | W   | 252            | 1964                    |   | Stahlbetonturm |
| DC Tower 1                                        | Wien 22, Donau City                  | W   | 250            | 2014                    |   | Hochhaus |
| Kamin des Kraftwerks Dürnrohr                     | Dürnrohr                             | NÖ  | 206,5          | 1987                    |   | Kamin |
| Millennium Tower                                  | Wien 20                              | W   | 202            | 1999                    |   | Hochhaus |
| Kamin des Kraftwerks Simmering, Block 5 (alt)     | Wien 11                              | W   | (200)          | 1967–2011               | † | Kamin |
| Kamin des Kraftwerks Simmering, Block 6 (alt)     | Wien 11                              | W   | (200)          | 1970–2010               | † | Kamin |
| Kölnbreinsperre                                   | Malta                                | K   | 200            | 1979                    |   | Gewölbestaumauer |
| Kamin des Kraftwerks Simmering, Block 1/2 (neu)   | Wien 11                              | W   | 200            | 2009                    |   | Kamin |
| Kamin des Kraftwerks Simmering, Block 3 (neu)     | Wien 11                              | W   | 200            | 2009                    |   | Kamin |
| Windpark Poysdorf-Wilfersdorf                     | Poysdorf                             | NÖ  | 200            | 2013                    |   | 200 m Rotorspitzenhöhe |
| Windpark Munderfing                               | Munderfing, Spreitzenberg            | OÖ  | 196            | 2014                    |   | 196 m Rotorspitzenhöhe. 6 Räder, erste 140-m-Anlage |
| Europabrücke                                      | Patsch / Schönberg                   | T   | 192            | 1963                    |   | Pfeilerbrücke |
| Kamin des Kraftwerks Riedersbach II               | Riedersbach                          | OÖ  | 191            | 1986                    |   | Kamin |
| Talsperre Speicher Zillergründl                   | Brandberg                            | T   | 186            | 1987                    |   | Gewölbestaumauer |
| Windpark Zurndorf                                 | Zurndorf                             | B   | 186            | 2005 ff                 |   | 186 m Rotorspitzenhöhe. 6 der Räder im Windpark |
| Kamin des Fernheizkraftwerks Linz-Mitte           | Linz                                 | OÖ  | 183            | 1970                    |   | Kamin |
| Kamin des Kraftwerks Voitsberg III                | Voitsberg                            | St  | (180), (~177)- | 1983–2015               | † | Kamin |
| Kamin des Fernheizkraftwerks Neudorf-Werndorf     | Werndorf                             | St  | 175            | 1975–2017               | † | Kamin (3 Stahlrohre, verbunden, dreiseitig zweifach abgespannt) |
| Kamin des Gas- und Dampfkraftwerks Mellach        | Mellach                              | St  | 175            | 2012                    |   | Kamin (2 Stahlrohrkamine ohne Abspannung) |
| Sender Dobratsch                                  | Bad Bleiberg, Dobratsch              | K   | 165            | 1971                    |   | Hybridturm |
| Sendemast Kahlenberg                              | Wien 19, Kahlenberg                  | W   | 165            | 1974                    |   | Abgespannter Sendemast |
| Talübergang Lavant                                | Twimberg                             | K   | 165            | 1986                    |   | Pfeilerbrücke (seit 2007 2 Spurbrücken) |
| Sendemast Freinberg, ehemaliger aus 1936          | Linz                                 | OÖ  | (max. 165)     | 1936–1950 / 1957 / 2008 | † | Abgespannter Sendemast (1928: zwei Stahlfachwerkmasten 45 m; 1936: ein Stahlfachwerkmast 165 m; 1950 verkürzt: 120 m; 1957 verlängert: 146 m. Nachfolgemast (2008): 127 m.)       |
| Kamin Kraftwerk Korneuburg                        | Langenzersdorf                       | NÖ  | 160            | 1958                    |   | Kamin |
| Sendemast Dobl                                    | Dobl                                 | St  | 156            | 1939 (D)                |   | Abgespannter Sendemast, gegen Erde isoliert |
| Kamin Lenzing AG                                  | Lenzing                              | OÖ  | 156            | 1939                    |   | Kamin, gemauert, Basisdurchmesser etwa 20 m |
| Sendemast Lichtenberg                             | Lichtenberg                          | OÖ  | 155            | 1960                    |   | Abgespannter Sendemast |
| Funkturm Arsenal                                  | Wien 3                               | W   | 155            | 1975                    |   | Sendeturm |
| Sperre Gepatschspeicher                           | Kaunertal                            | T   | 153            | 1964                    |   | Staudamm |
| Sendemaste Aldrans                                | Aldrans                              | T   | (151)          | 1927–1984               | † | 2 selbststrahlende Sendemaste, gegen Erde isoliert |
| Sendemast Deutsch-Altenburg                       | Bad Deutsch-Altenburg                | NÖ  | (150)          | 1917–1925               | † | Abgespannte Stahlfachwerkmast |
| Mannesmannturm Wien                               | Wien 2                               | W   | (150)          | 1955–1987               | † | Freistehender Stahlturm |
| Kamin des Dampfkraftwerk Donaustadt               | Wien 22                              | W   | 150            | 1973                    |   | Kamin |
| Hochhaus Neue Donau                               | Wien 22, Donau City                  | W   | 150            | 2002                    |   | Hochhaus |
| Staudamm Speicher Finstertal                      | Silz                                 | T   | 149            | 1979                    |   | Steindamm |
| Sendeturm Jauerling                               | Maria Laach, Jauerling               | NÖ  | 141            | 1958                    |   | Hybridturm |
| Kamin RHI Magnesita Trieben                       | Trieben                              | St  | 140            | 1975                    |   | Kamin („Langer Ernst“) |
| Windkraftanlage Steiglberg                        | Lohnsburg–Kobernaußen, Steiglberg    | OÖ  | 140            | 2002                    |   | 140 m Rotorspitzenhöhe. Erste 100-m-Windkraftanlage |
| Vienna Twin Tower                                 | Wien 10, Wienerberg City             | W   | 138            | 2001                    |   | Hochhaus |
| Stephansdom, Südturm                              | Wien 1                               | W   | 137            | 1433 (D)                |   | Gemauerter Turm |
| Sender Kronstorf, Nebenmasten                     | Kronstorf                            | OÖ  | (137)          | 1952–1956               | † | 2 selbststrahlende Sendemasten, gegen Erde isoliert |
| Sinterabgaskamine Voestalpine                     | Linz                                 | OÖ  | 135            |                         |   | Kamin |
| Kamin der Müllverbrennungsanlage Spittelau        | Wien 9                               | W   | 135            | 1971                    |   | Kamin |
| Kamin Kraftwerk Theiß                             | Gedersdorf                           | NÖ  | 135            | 1974                    |   | Kamin |
| Mariä-Empfängnis-Dom                              | Linz                                 | OÖ  | 134,8          | 1901 (D)                |   | Gemauerter Turm |
| Talsperre Schlegeisspeicher                       | Mayrhofen                            | T   | 131            | 1970                    |   | Gewölbestaumauer |
| Blaw-Knox Sendemaste Bisamberg                    | Wien 21, Bisamberg                   | W   | (130)          | 1933/34 – 1945          | † | 2 selbststrahlende Sendemaste, gegen Erde isoliert |
| Sendemast Wachberg                                | Weitra                               | NÖ  | 130            | 1968                    |   | Hybridturm |
| Talübergang Schottwien                            | Schottwien                           | NÖ  | 130            | 1989                    |   | Spannbetonbrücke |
| IZD Tower                                         | Wien 22, Donau City                  | W   | 130            | 2001                    |   | Hochhaus |
| Sendemast Kahlenberg                              | Wien 19, Kahlenberg                  | W   | (129)          | 1959–1974               | † | Abgespannter Sendemast |
| Vienna International Centre, Building A           | Wien 22, Donau City                  | W   | 127            | 1979                    |   | Hochhaus |
| Sendemast Freinberg (Neubau)                      | Linz                                 | OÖ  | 127            | 2008                    |   | Abgespannter Stahlfachwerkmast, Nachfolgemast des ehemals bis zu 165 m und zuletzt 146 m hohen aus 1936. Neubau etwa 3 m neben bisherigem Standort, tragfähiger, neue Fundamente. |
| Sendemast Wilhelminenberg                         | Wien 16, Gallitzinberg               | W   | (126)          | 1952–1959               | † | Abgespannter Sendemast |
| Sendemast Pfaffenwald                             | Maria Rain                           | K   | (126)          | 1959–2009               | † | Abgespannter Sendemast |
| Gewölbestaumauer Kopssee                          | Partenen                             | V   | 122            | 1962/1969               |   | Gewölbestaumauer, höchste Österreichs |
| Limbergsperre Stausee Wasserfallboden             | Kaprun                               | S   | 120            | 1951                    |   | Gewölbestaumauer war bis zum Bau der Staumauer Kopssee die höchste Gewölbestaumauer                                                                                               |
| Sendemaste Klagenfurt-See                         | Klagenfurt                           | K   | (120)          | 1954 – 1984             | † | Selbststrahlende Sendemaste, gegen Erde isoliert |
| Sender Bisamberg, Südmast                         | Wien 21, Bisamberg                   | W   | (120)          | 1956 – 2010             | † | Selbststrahlender Sendemast, gegen Erde isoliert |
| Vienna International Centre, Building B           | Wien 22, Donau City                  | W   | 120            | 1979                    |   | Hochhaus |
| Kamin Heizkraftwerk Peisching                     | Neunkirchen                          | NÖ  | 120            | 1964–2023               | † | Kamin |
| Kamin des Kraftwerks Simmering, Biomassekraftwerk | Wien 11                              | W   | 120            | 2006                    |   | Kamin |
| Kamin Zementwerk Perlmooser                       | Mannersdorf a.L.                     | NÖ  | 118            | 1969                    |   | Kamin |
| Praterturm                                        | Wien 2                               | W   | 117            | 2010                    |   | Stahlfachwerkturm (Fahrgeschäft) |
| Sendemast Lauterach                               | Lauterach                            | V   | 116            | 1933                    |   | Abgespannter Sendemast, gegen Erde isoliert |
| Kamin Donawitz                                    | Donawitz                             | St  | 115            |                         |   | Kamin |
| Kamin Voestalpine                                 | Linz                                 | OÖ  | 115            |                         |   | Kamin |
| Seilbahnstütze der Gletscherbahn Kaprun 3         | Kaprun                               | S   | 113,6          | 1966                    |   | Freistehender Stahlfachwerkmast |
| Andromeda-Tower                                   | Wien 22, Donau City                  | W   | 113            | 1998                    |   | Hochhaus |
| Florido Tower                                     | Wien 21                              | W   | 113            | 2001                    |   | Hochhaus |
| Drossensperre Stausee Mooserboden                 | Kaprun                               | S   | 112            | 1955                    |   | Gewölbestaumauer |
| Herz-Jesu-Kirche                                  | Graz                                 | St  | 110            | 1887 (D)                |   | Gemauerter Turm |
| Kamin des Kernkraftwerk Zwentendorf               | Zwentendorf                          | NÖ  | 110            | 1976                    |   | Kamin |
| Sendeturm Fleckendorf                             | Ansfelden                            | OÖ  | 110            | 1955                    |   | Stahlfachwerkturm |
| Sendeturm Exelberg                                | Klosterneuburg                       | NÖ  | 109            | 1960er                  |   | Freistehender Stahlbetonturm |
| Flughafenkontrollturm Schwechat                   | Schwechat                            | NÖ  | 109            | 2005                    |   | Freistehender Stahlbetonturm |
| Hochofen Voestalpine                              | Linz                                 | OÖ  | 108            |                         |   | Hochofen |
| Kamin der Glanzstoffwerke Austria                 | Sankt Pölten                         | NÖ  | (100)          | 1929–2009               | † | Kamin (ab 1978: 86 m) |
| Mischek Tower                                     | Wien 22, Donau City                  | W   | 108            | 2000                    |   | Hochhaus |
| Delugan-Meissl-Tower                              | Wien 10, Wienerberg City             | W   | 108            | 2005                    |   | Hochhaus |
| Moosersperre Stausee Mooserboden                  | Kaprun                               | S   | 107            | 1955                    |   | Gewichtsstaumauer |
| Rauchgaskamin Voestalpine                         | Linz                                 | OÖ  | 105            |                         |   | Kamin |
| Rathaus Wien                                      | Wien 1                               | W   | 105            | 1883 (D)                |   | Gemauerter Turm |
| Kamin RHI Magnesita Hochfilzen                    | Hochfilzen                           | T   | 105            | 1959                    |   | Kamin |
| Kesselhaus Voestalpine                            | Linz                                 | OÖ  | 105            |                         |   | Gebäude |
| Kesselhaus Kraftwerk Dürnrohr                     | Dürnrohr                             | NÖ  | 105            | 1987                    |   | Gebäude |
| Kesselhaus Kraftwerk Voitsberg                    | Voitsberg                            | St  | 104            | 1983–2015               | † | Gebäude Sprengung Kesselhaus am 8. November 2015 missglückt. Zweiter Versuch am 20. Dezember 2015 erfolgreich.                                                                    |
| Sendemast Lienz                                   | Lienz                                | T   | (104)          | 1958–1984               | † | Selbststrahlender Sendemast, gegen Erde isoliert |
| Kesselhaus Kraftwerk Voitsberg                    | Voitsberg                            | St  | 103            | 1983–2015               | † | Gebäude |
| Gasometer Voestalpine                             | Linz                                 | OÖ  | 102            |                         |   | Gasometer |
| Sendeturm Kitzbüheler Horn                        | Kitzbühel, Kitzbüheler Horn          | T   | 102            | 1969                    |   | Stahlbetonturm |
| Kamin der Müllverbrennungsanlage Flötzersteig     | Wien 16                              | W   | 101            | 1964                    |   | Kamin |
| Sendemaste Deutsch-Altenburg                      | Bad Deutsch-Altenburg                | NÖ  | (100)          | 1925–1980er             | † | Bis 1953 1 freistehender Stahlfachwerkmast, danach 3 abgespannte Stahlfachwerkmasten                                                                                              |
| Schöcklsender                                     | Sankt Radegund, Schöckl              | St  | 100            | 1956                    |   | Ursprünglich freistehender Stahlturm, heute teilweise abgespannt |
| Sendemast Gaisberg                                | Salzburg, Gaisberg                   | S   | 100            | 1956                    |   | Freistehender Stahlturm |
| Sendeturm Sonnwendstein                           | Schottwien, Sonnwendstein            | NÖ  | 100            | 1957                    |   | Freistehender Stahlrohrturm |
| Sendeanlage Hirschenstein                         | Markt Neuhodis, Großer Hirschenstein | B   | 100            | 1969                    |   | Hybridturm |
| Kamin der ehem. BBU Gailitz                       | Gailitz                              | K   | 100            |                         |   | Kamin |
| Kamin der Raffinerie Schwechat                    | Schwechat                            | NÖ  | 100            |                         |   | Kamin |
| DATATREK-Sendemast Katzelsdorf                    | Katzelsdorf                          | NÖ  | 100            |                         |   | Abgespannter Stahlfachwerkmast, gegen Erde isoliert |
| DATATREK-Sendemast Esternberg                     | Esternberg                           | OÖ  | 100            |                         |   | Abgespannter Stahlfachwerkmast, gegen Erde isoliert |
| Ares Tower                                        | Wien 22, Donau City                  | W   | 100            | 2001                    |   | Hochhaus |
| Windpark Haindorf                                 | Markersdorf-Haindorf                 | NÖ  | 100            | 2000                    |   | 2 Räder; erste Windkraftanlage über 100 m Rotorspitzenhöhe |
| Terminal Tower                                    | Linz                                 | OÖ  | 100            | 2008                    |   | Hochhaus |
| Aussichtsturm Pyramidenkogel                      | Keutschach am See                    | K   | 100            | 2012/2013               |   | Rundfunksender, höchster Holzaussichtsturm (Plattform auf 70 m) |

Anmerkungen:
1. 1 2 3 4 5  Angeführt sind in der Liste zwecks der historischen Entwicklung nur das erste Windkraftwerk mit 100 m Rotorspitzenhöhe resp. Nabenhöhe und der erste Vertreter der jeweils nachfolgend höheren Generation einer Windkraftanlage z. B. (2014, Munderfing OÖ): 140-m-Türme mit 196 Meter bewegter Maximalhöhe, relevant als Luftfahrthindernis.
2. 1 2 3 4  Von Kronstorf auf den Bisamberg übersiedelt, dort Höhe angepasst. Kronstorf war zu seiner Zeit der höchste Sendemast Europas.
3. 1 2 3  Die Anlage Bisamberg liegt auf der Gemeindegrenze Wien–Langenzersdorf NÖ, die Sender standen auf Wiener Gebiet.
4. ↑  Der Donauturm ist seit 2010 das höchste Bauwerk Österreich.
5. ↑  Die Räder des Windparks Munderfing sind errichtet, aber Sommer 2014 noch nicht am Netz
6. 1 2 3  Kraftwerk Voitsberg 2006 stillgelegt, wird seit 2013 abgebaut. Geringfügiges Absacken (geschätzt um 3 m auf 177 m) und Schiefstellung des Turms 5. August 2015, Sprengung und Fall 8. August 2015. War bis dahin das (jemals) höchste Gebäude der Steiermark. Sprengung des Kesselhauses missglückte am 8. November 2015, 15Uhr30, Stiegenhaus fiel.
7. ↑  Der heutige Messeturm der Messe Wien ist eine bauliche Reminiszenz.
8. 1 2  Sender Wilhelminenberg war Radio Rot-Weiß-Rot; Anlage dann auf den Pfaffenwald übersiedelt.
9. ↑  Das Kohlekraftwerk Peisching wurde 2009 stillgelegt.
10. ↑  Zwentendorf ging nie in Betrieb.
11. ↑  Der Kamin der Glanzstoffwerke war bis zum Abriss der höchste mit Ziegeln gemauerte Kamin Österreichs. Kürzung nach Blitzschaden.
12. ↑  Inbetriebnahme Windpark Haindorf Aug. 2000, Okt. 2000 ging der Windpark Bruck an der Leitha in Wilfleinsdorf, NÖ mit 5 gleich hohen Rädern ans Netz.

(D) Denkmalgeschützt